# Пипинова даровница
Пипинова даровница је оно што је 756. створило правни основ за стварање папске државе, чиме се световна владавина Папе проширила изван римског војводства.

## Позадина
Године 751. Аистулф, краљ Лангобарда, освојио је оно што је остало од равенског егзархата, последњег остатка Римског царства у северној Италији. Године 752. Аистулф је захтевао вазалство Рима и данак од једног златног солидуса по глави становника. Папа Стефан II и римски изасланик, силенциариј Јован, покушали су преговорима и подмићивањем да убеде Аистулфа да одустане. Када то није успело, Стефан је повео свечану поворку улицама Рима и приковао уговор који је Аистулф прекршио на распеће. Затим је послао изасланике Пипину Малом, франачком краљу, са писмом у коме је тражио његову подршку и франачку пратњу како би Стефан могао да се посаветује с Пипином. У то време Франци су били у добрим односима са Лангобардима.  
Године 753. силенциариј Јован се вратио из Цариграда у Рим са царском наредбом (iussio) да га Папа Стефан прати да се састане са Аистулфом у лангобардској престоници Павији . П гаранцију пролаза од Лангобарда. С франачким изасланицима који су до тада већ стигли, Папа и царски изасланик кренули су у Павију 14. октобра 753. године. Римски властелини нису их пратили преко границе римског војводства. У Павији је Аистулф одбио захтеве Стефана и Јована да врати освојени егзархат у царство, али није спречио Стефана да настави са франачким изасланицима ка Пипиновом двору. Напустили су Павију 15. новембра 753. године. Силенциариј Јован није пошао са њима. Ово је био први пут да је било који папа прешао Алпе.   Одлука да делује независно од царског посланства била је од огромне важности. Вероватно је Папа за себе сматрао да делује у име италијанске покрајине коју је покорио и којој је претио Аистулф. 

## Оригинално обећање
Папа Стефан упознао је Пипина Малог на краљевском имању у Понтиону 6. јануара 754. године. Краљ је водио папиног коња, док се папа у простој хаљини од грубог платна поклонио и замолио Пипина "да ће у складу са мировним уговорима [између Рима и Лангобарда] подржати жалбу светог Петра и римске републике". Пипин је одговорио обећањем "да ће обновити равенски егзархат и права и територије републике". Тачна природа ове обавезе не може се знати, али је мало вероватно да је Пипин имао на уму читаво Римско царство. Неки сматрају да су две стране овом приликом размениле заклетве, али то је мало вероватно. 
Током следеће две године, Пипин је упутио три посланства к Аистулфу са захтевом да испоштује своје договоре са Римљанима. У априлу 754. одржао је генералну скупштину у Керзију-сир-Оаз . Неки племићи напустили су скуп у знак протеста, али је Пипин јавно поновио своје обећање Папи и набројао територије које ће обновити. Након тога, ово обећање је записано. Папа је 28. јула у базилици Сен Дени помазао Пипина и његове синове Карла и Карломана као краљеве Франака и патриције Римљана . Такође је изрекао благослов краљици Бертради и окупљеном племству. Право Папе да додели патрицијску титулу се доводи у питање. 

## Војне акције
У пролеће 755. године Пипин је позвао војску да се окупи у градићу Брен-сир-Вел. Он је послао изасланике да понуде Аистулфу обештећење ако обнови римске територије које је заузео кршећи своје договоре. Франачка војска је прешла Мон Сени и победила лангобардску војску код Сусе . Поражен, Аистулф се потчинио неком облику франачке надмоћи и обећао је под заклетвом да ће Папи вратити Равену и друге градове које је заузео. Мировни споразум су потписали "Римљани, Франци и Лангобарди" без директног позивања на Царство. 
Чим је франачка војска напустила Италију, Аистулф је занемарио уговор. Дана 1. јануара 756. опсео је Рим. Папа се обратио Францима. Након три месеца, Аистулф је напустио опсаду. У априлу је франачка војска поново напала Италију и победила Лангобарде. Аистулф је био присиљен дати таоце и плаћати годишњи данак Францима. Такође је морао писмено обећати да ће окупиране територије вратити Папи. 

## Коначни договор
Договор је званично Папи доделио територије које припадају Равени, чак и градове попут Форлија са залеђем, ломбардска освајања у Ромањи и Војводству Сполето и Беневенто и Пентаполис („пет градова“ Римини, Пезаро, Фано, Сенигалију и Анкону ). Нарни и Чекано су биле бивше папске територије.  Територије наведене у уговору из 756. године припадале су Римском царству. Изасланици Царства срели су Пипина у Павији и понудили му велику суму новца да поврати земљу Царству, али је он то одбио, рекавши да припадају Светом Петру и римској цркви. О тачним границама дара Папи може се само спекулисати, будући да текст уговора није преживео. Могуће је да су границе биле исте као у претходном царско-ломбардском споразуму. Опат Фулрад је био задужен да сакупи кључеве градова које треба предати и да их положи заједно са писаним уговором на гроб Светог Петра. 
Даровница је Папу први пут учинила световним владаром. Овај појас територије протезао се дијагонално преко Италије од Тирена до Јадрана . Над овим пространим и планинским територијама, средњовековни Папе нису могли да остваре ефикасан суверенитет, с обзиром на притиске оног времена.

## Карло Велики
Године 774. Пипинов син Карло Велики посетио је Рим и поново потврдио легитимитет даровнице. Неки каснији летописи лажно су тврдили да их је и проширио, дајући Папи Тоскану, Емилију, Венецију и Корзику .
- Константинова даровница, кривотворени римски царски декрет којим је цар из 4. века Константин Велики наводно пренео власт над Римом и западним делом Римског царства на Папу.